# Не тронь меня (плавучая зенитная батарея)
Отдельная плавучая зенитная батарея ПЗБ № 3 «Не тронь меня!» — плавучая батарея, действовавшая в составе Черноморского флота в первый период (1941—1942 гг.) Великой Отечественной войны советского народа 1941—1945 гг.

## История создания и службы

### Идея создания, достройка и вооружение
Оборудована в первые месяцы Великой Отечественной войны (за 15 дней) с использованием находившегося в Севастополе натурного отсека, предназначенного для практических испытаний системы противоминной защиты так и оставшегося недостроенным линейного корабля «Советская Украина» (сам линкор строился в Николаеве) проекта 23 (тип «Советский Союз»). После начала войны отсеком заинтересовался капитан 2-го ранга Г. А. Бутаков (внук адмирала Г. И. Бутакова). Он предложил командованию Черноморского флота использовать его как платформу для плавучей артиллерийской батареи. По плану — «квадрат» (так Г. А. Бутаков именовал будущую плавучую батарею № 3 в своем проекте и так она значилась в документах вплоть до вступления в строй) планировалось вооружить для борьбы с лёгкими надводными и десантными силами противника, а также с его подводными и воздушными целями, и поставить на якоря в районе долины реки Бельбек в нескольких морских милях от побережья, усилив ПВО Главной базы Черноморского флота и оборону подступов к ней со стороны моря. Командующий Черноморским флотом вице-адмирал (впоследствии — адмирал) Ф. С. Октябрьский поддержал рапорт Г. А. Бутакова и направил его в вышестоящие инстанции. В Главном морском штабе и Народном комиссариате Рабоче-Крестьянского ВМФ Союза ССР проект также был одобрен и в середине июля 1941 года на «квадрате» начались спешные практические работы, которыми руководил инженер Л. И. Ивицкий.
У отсека устранили повреждения, вызванные опытными подрывами зарядов, имитирующих боевые части торпед и плавучих мин (создаваемая плавбатарея считалась перспективным средством противолодочной обороны: она могла выдержать попадание торпеды, снаряженной 750-кг боевым зарядом тротила — боевой заряд же стандартной германской торпеды того времени G-7A составлял всего лишь 280 кг взрывчатого вещества — в то же время для уверенного поражения вражеских подводных лодок на малых глубинах вблизи берега вполне хватало и «ныряющих снарядов»), оборудовали его боевой и радиорубками, жилыми и бытовыми помещениями для экипажа, патронными погребами и складскими помещениями для необходимых видов довольствия и имущества, электростанцией. Вооружение составили две 130-мм пушки (обеспеченные, в том числе, и упомянутыми «ныряющими снарядами» для борьбы с подводными лодками) и зенитные огневые средства (76,2- и 37-мм зенитная артиллерия, а также крупнокалиберные зенитные пулемёты). Боевое применение вооружения батареи обеспечивали дальномеры и два зенитных прожектора. Наконец — ПЗБ № 3 закамуфлировали под цвет «морской волны».

### Происхождение названия
В Советском военно-морском флоте артиллерийские батареи имели номерные или буквенно-цифровые наименования. ПЗБ № 3 полностью соответствовала этому порядку. Однако в устной традиции прижилось «Не тронь меня» как память о нескольких кораблях Российского императорского флота и особенно о плавучей броненосной батарее «Не тронь меня» 1865 года постройки, которая была на плаву более 70 лет и ещё использовалась как блокшив на момент событий в Ленинграде. Все эти названия восходят к сюжету из Евангелия (Ин. 20:11—17). о событиях после воскрешения Христа. Первый такой корабль Не тронь меня был заложен ещё в 1725 году.

### Начало службы
По завершении работ, приказом командующего Черноморским флотом от 3 августа 1941 года плавучей батарее был присвоен № 3 и статус «отдельной». В тот же день на батарее был торжественно поднят Военно-морской Флаг Союза ССР. Приказом командующего Черноморским флотом от 4 августа 1941 года она была включена в состав Соединения Охраны водного района Главной базы флота — Севастополя. 16 августа 1941 года ПЗБ № 3 была отбуксирована на назначенную ей позицию на взморье напротив Бельбекской долины. Экипаж (командиром батареи назначили старшего лейтенанта (впоследствии — капитан-лейтенанта) С. Я. Мошенского, военным комиссаром — старшего политрука Н. С. Середу) отдельной плавучей батареи № 3 приступил к несению боевой службы, за время которой зенитными расчётами батареи было сбито не менее 22-х германских боевых самолётов.

#### Первый и второй штурм Севастополя
Первоначально ПЗБ № 3 прикрывала зенитным огнём корабли, которые входили или выходили из Севастополя. Ситуация изменилась в последних числах октября 1941 года, когда 11-я полевая армия Вермахта прорвалась на подступы к городу. 11 ноября буксиры перевели плавучую батарею, ставшую «чисто зенитной», в Казачью бухту Севастопольской гавани, где её притопили на отмели в четырёх морских милях (7,4 км) к северо-западу от Херсонесского маяка44°34′32″ с. ш. 33°24′14″ в. д.. Новой боевой задачей, которую командование только что созданного Севастопольского оборонительного района поставило перед ПЗБ № 3, стала ПВО аэродрома на мысе Херсонес. Днём 29 ноября 1941 года зенитчикам батареи удалось одержать первую победу при выполнении этой задачи — ими был сбит истребитель Messerschmitt Bf.109.
17 декабря 1941 года 11-я полевая армия Вермахта начала второй штурм Севастополя. С этого дня боевой счёт зенитчиков ПЗБ № 3 стал довольно быстро расти — осуществляя ПВО аэродрома на Херсонесе они сбили 22 самолёта «Люфтваффе»(в том числе один пикирующий бомбардировщик Ju.88 уже в первый день отражения штурма). По одним данным — 22 сбитых германских боевых самолёта — это цифра общих боевых результатов плавбатери за время её службы, по другим же — таков нанесённый ПЗБ № 3 противнику безвозвратный урон в авиации только за время отражения второго штурма города.
Зимний штурм был успешно отражён, но налёты на город, порт, аэродромы и укрепленный район продолжались. В частности, противник активно пытался парализовать или свести к минимуму деятельность авиации Севастопольского оборонительного района, располагавшей всего двумя аэродромами — гидроаэродромом в гавани ВМБ Севастополь и сухопутным (существенно более важным для обороняющихся) — на мысе Херсонес. В отчетах лётных экипажей постоянно упоминалось о помощи плавбатареи: «Плавбатарея поставила [огневую] завесу…», «Не тронь меня!» отсекла немца..." — и так далее и тому подобное. 14 января 1942 года зенитчики батареи сбили ещё один Ju.88, 3 марта — Не.111. Большинство сбитых батареей самолётов противника составляли истребители Messerschmitt Bf.109 — что косвенно доказывает: на ПЗБ № 3 немцы до третьего штурма города специально не «охотились», видимо не считая её такой уж серьёзной помехой своей боевой работе. Заслуги экипажа ПЗБ № 3 были отмечены командованием: в марте 1942-го командир плавбатареи старший лейтенант С. Я. Мошенский был награждён орденом Красного Знамени (четвёртая по иерархии государственная награда СССР в то время и третья — среди наград за военные заслуги) и стал капитан-лейтенантом, боевые ордена и медали получили и другие члены экипажа батареи.

#### Боевые действия весны-лета 1942 года
Во второй половине мая 1942 года налёты самолётов 8-го авиационного корпуса «Люфтваффе», приданного 11-й полевой армии, существенно усилились — противник начал подготовку (сперва авиационную и артиллерийскую контрбатарейную) к новому, третьему по счёту, штурму Севастополя. 27 мая зенитчикам батареи удалось сбить сразу два Bf.109 — это был первый случай за всю боевую биографию ПЗБ № 3, когда она уничтожила сразу более одного самолёта противника за один световой день.
3 июня 1942 года началась непосредственная артиллерийская подготовка, а 7 июня — наступление германо-румынских войск (в состав 11-й полевой армии входили и два румынских корпуса — 7-й армейский и Горный) на Севастопольский оборонительный район. На сей раз немцы «плотно взялись» и за «Не тронь меня!». Первые атаки пикирующих бомбардировщиков на ПЗБ № 3 были успешно отражены: 9 июня её боевой счёт пополнили сразу три Ju.88 (лучший дневной результат батареи за все время её боевой службы), 13 июня — ещё один. Однако 14 июня 1942 года плавбатарею впервые атаковали «убийцы кораблей» — 23 пикировщика Ju.87 Stuka. Ими было сброшено 76 шт. 250-кг авиабомб (с учётом типовой бомбовой нагрузки Ju.87 в максимум две бомбы — эта цифра представляется завышенной), но прямых попаданий в плавбатарею экипажам «Штук» тогда достичь не удалось — они добились лишь нескольких близких разрывов. Зато при отражении этого налёта моряки-зенитчики сбили два Ju.87. Однако атаки продолжались. К тому же — по ПЗБ № 3 открыла огонь германская дальнобойная артиллерия.

### Последний бой
19 июня 1942 года на ПЗБ № 3 был произведён очередной воздушный налёт — 450-й по счёту и оказавшийся роковым. В 20 часов 20 минут крупнокалиберная бомба (видимо 500-кг бронебойная) попала в левый борт плавбатареи, почти одновременно вторая тяжёлая бомба разорвалась прямо у борта. Взрывы смели всё на палубе ПЗБ № 3. Вышли из строя расчёты зенитных орудий и пулемётов, начался пожар в кормовом патронном погребе, где огонь подбирался к «ныряющим снарядам», оставшихся на борту батареи после снятия 130-мм пушек, для которых они предназначались. К счастью, пожар удалось потушить и детонации не произошло. Погибли 29 членов экипажа, включая командира батареи. Было ранено ещё 27 моряков. ПЗБ № 3 лишилась 50 % личного состава. К вечеру экипажу удалось ввести в строй одну 37-мм зенитную автоматическую пушку и два 12,7-мм зенитных пулемёта ДШК, но боеприпасов к ним на борту уже практически не было. 27 июня 1942 года экипаж отдельной плавучей зенитной батареи № 3 «Не тронь меня!» был расформирован и обращен на пополнение формирований морской пехоты Севастопольского оборонительного района, сражавшихся на сухопутном фронте обороны. Воевать им оставалось не более двух недель — 10 июля 1942 года последнее сопротивление защитников Севастополя прекратилось. После падения города немецкие и румынские солдаты некоторое время с интересом осматривали огромный, издали казавшийся малоповрежденным, корпус плавбатареи «Не тронь меня!», сидящий на отмели у берега Казачьей бухты Севастополя. ПЗБ № 3 пробыла в боевом строю 10 месяцев и 24 дня и стала одним из главных морских символов Второй обороны Севастополя. А также самой знаменитой плавучей батареей ВМФ СССР (а возможно — и самой знаменитой плавучей батареей за всю историю российского и советского военных флотов).

### Сведения противника
Послевоенный анализ журналов боевых действий показывает, что батарея была уничтожена действиями пилотов бомбардировочной эскадры Kampfgeschwader 51 эскадрильей II. / KG 51, которая базировалась на аэродроме Саки. Атаку в группе под командой командира 2-й эскадрильи гауптмана Фурхопа проводил, в том числе, обер-лейтенант Эрнст Хинхрис, бомбы которого и попали в цель.

### Оценки
По числу сбитых самолетов выдающихся результатов ПЗБ № 3 не достигла: если исходить из официальной цифры побед её зенитчиков и общего числа воздушных налётов на плавбатарею, то «Не тронь меня!» сбивала всего лишь один самолёт противника за 20,5 налётов на неё — весьма невысокий средний показатель по меркам Второй Мировой войны для советской стороны на советско-германском фронте. Однако её роль в действиях Херсонесского аэродрома велика, так как она позволяла его самолетам набирать высоту в прикрываемой зоне, когда они особо уязвимы для истребителей.

## Память
Большую роль в сохранении памяти о плавучей батарее № 3 сыграл московский журналист Владислав Шурыгин. Много лет он собирал материалы о боевом пути «Не тронь меня!», встречался с ветеранами, работал в архивах. В 1977 году с его помощью в Севастополе была организована встреча ветеранов плавбатареи. В 1979 году он написал книгу «Железный остров», рассказавшую о подвиге экипажа плавбатареи и её командира С. Я. Мошенского.